# Richford
Richford är en kommun (town) i Franklin County i delstaten Vermont, USA. År 2000 hade Richford cirka 2 321 invånare. 